# TOMORROW...
『TOMORROW...』（トゥモロウ）とは、ZI:KILLによる、初のヒストリー・アルバムで、エクスタシーレコードから発売された作品。

## 解説
ヒストリー・アルバムという形で発売されたが、ほぼベスト・アルバムのような内容となっていて、選曲は主にインディーズ時代にリリースされた『新世界 〜REAL OF THE WORLD〜』と『CLOSE DANCE』が中心だが、2ndシングル『HERO』の2曲に加えて、更に新曲の「DON'T ASK ME!」と「CRACK EYE」を含む全12曲を収録。初回プレス特典はオリジナルステッカー付。
前年に事務所のトラブルの渦中に巻き込まれ、その年の末には活動休止を余儀なくされた後にTETSUが脱退、東芝EMIとの契約も打ち切りとなる。
その後は新しいドラマーとして、エクスタシーレコードのプロデューサーとして活動していた、EBY加入後初の作品である。
当初は「DON'T ASK ME!」と「CRACK EYE」にもう1曲を加えた、3曲入りマキシシングルが発売される予定だったが、エクスタシーレコードから、『曲数をもっと増やして、アルバムにした方が良い』という意見を受けて、本作のリリースが決まった。

## 収録曲
| 全作詞: TUSK。 |                                                           |           |         |      |
| #              | タイトル                                                  | 作詞      | 作曲    | 時間 |
| 1.             | 「DON'T ASK ME!」                                         | TUSK      | KEN     | 4:39 |
| 2.             | 「CRACK EYE」                                             | TUSK      | KEN     | 5:46 |
| 3.             | 「GHOST」(from "真世界 〜REAL OF THE WORLD〜")            | TUSK      | KEN     | 5:38 |
| 4.             | 「WHAT'S」(from "CLOSE DANCE")                            | TUSK      | KEN     | 3:31 |
| 5.             | 「J」(from "真世界 〜REAL OF THE WORLD〜")                | TUSK      | KEN     | 3:51 |
| 6.             | 「LAST THIS TIME」(from "CLOSE DANCE")                    | TUSK      | KEN     | 4:44 |
| 7.             | 「HIGH SCHOOL GAME」(from "真世界 〜REAL OF THE WORLD〜") | TUSK      | KEN     | 4:00 |
| 8.             | 「YOUR FACE」(from "2nd Single C/W")                      | TUSK      | ZI:KILL | 2:49 |
| 9.             | 「PLASTIC LIFE」(from "CLOSE DANCE")                      | TUSK      | KEN     | 4:11 |
| 10.            | 「FOR MY LIFE」(from "CLOSE DANCE")                       | TUSK      | KEN     | 5:14 |
| 11.            | 「TERO」(from "CLOSE DANCE")                              | TUSK      | KEN     | 2:07 |
| 12.            | 「HERO」(from "2nd Single")                               | TUSK      | KEN     | 5:16 |
| 合計時間:      | 合計時間:                                                 | 合計時間: | 52:05   |      |